# Claude d'Anna
Pour les articles homonymes, voir D'Anna.
 (juin 2021).
Claude d'Anna est un réalisateur, dramaturge et metteur en scène français né le 31 mars 1945 à Tunis.

## Biographie
Claude d’Anna naît le 31 mars 1945 en Tunisie d’un père d’origine sicilienne et d’une mère d’origine alsacienne. Il fait ses études au lycée Carnot de Tunis où il rencontre Férid Boughedir qui deviendra également cinéaste. Ensemble, ils réalisent en 1968 leur premier long-métrage La mort trouble, sorti à Paris en 1969. Il tourne ensuite plusieurs films produits par Henry Lange avec lequel s’établit une relation de complicité. Parmi eux Trompe-l’œil, suspens psychanalytique, L’ordre et la sécurité du monde, thriller politique, Salomé d’après Oscar Wilde, sélectionné à Cannes dans la section Un certain regard et Macbeth film opéra d’après l’ouvrage de Verdi, qui fait hors compétition l’ouverture du festival de Cannes 1987. Macbeth lui procure un certain nombre de contrats dans les grands théâtres lyriques italiens. Passionné d’opéra, il met ainsi en scène Wozzeck d'Alban Berg à Turin, Parme et Catane, La bohême de Ruggero Leoncavallo à La Fenice de Venise ou encore Fidelio de Ludwig van Beethoven à Catane.
Il revient au cinéma avec deux longs métrages : Équipe de nuit, un huis-clos familial et Daisy et Mona, un road-movie.
Parallèlement il réalise de nombreux téléfilms, dont six avec Charles Aznavour, Retrouver Sara et la série des Blandine.
Enfin, en collaboration avec Laure Bonin il écrit pour la scène Rossini ou la fleur de l’âge (1994, théâtre La Bruyère), Pour la galerie (1998, théâtre de l’Œuvre), La griffe (2002, théâtre Fontaine, avec Muriel Robin, cinq nominations aux Molières).

## Filmographie

### Cinéma
- 1970 : La Mort trouble (co-réalisation avec Ferid Boughedir)
- 1972 : La Pente douce
- 1975 : Trompe-l'œil
- 1978 : L'Ordre et la sécurité du monde
- 1983 : Le Cercle des passions
- 1984 : Partenaires
- 1986 : Salomé (d'après Oscar Wilde)
- 1987 : Macbeth (version cinématographique de l'opéra de Giuseppe Verdi)
- 1990 : Équipe de nuit
- 1994 : Daisy et Mona

### Télévision
- 1992 : L'Élixir d'amour (téléfilm)
- 1996-1998 : Les Baldi
- 2001 : Judicaël (téléfilm)
- 2001-2004 : Blandine l'insoumise
- 2002 : Angelina (téléfilm)
- 2002 : Garonne
- 2006 : Retrouver Sara (téléfilm)
- 2008 : État de manque (téléfilm)
- 2010 : Famille décomposée (téléfilm)

## Théâtre

### Auteur
- Rossini ou la Fleur de l'âge, 1994 (co-auteur avec Laure Bonin), Théâtre La Bruyère, mise en scène de Stephan Meldegg
- Pour la galerie, 1998 (co-auteur avec Laure Bonin), mise en scène Stephan Meldegg, Théâtre de l'Œuvre. 4 nominations aux Molières.
- La Griffe, 2002 (co-auteur avec Laure Bonin), Théâtre Fontaine, avec Muriel Robin, mise en scène d'Annick Blancheteau. 5 nominations aux Molières.

## Opéra
Onze mises en scène d'opéra en Italie et en France :
- 1989 : Wozzeck d'Alban Berg, Teatro Regio de Turin
- 1990 : Salomé de Richard Strauss, Bastien et Bastienne de Mozart, Teatro Massimo de Palerme
- 1990 : La bohème de Ruggero Leoncavallo, Teatro La Fenice de Venise
- 1990 : Ernani, de Giuseppe Verdi, Teatro Regio de Parme, Teatro La Fenice de Venise
- 1990 : Cavalleria rusticana de Pietro Mascagni et La lupa de Marco Tutino - Teatro La gran Guardia de Livourne et Teatro Verdi de Pise
- 1991 : Idomeneo de Wolfgang Amadeus Mozart, Teatro Massimo Bellini » de Catane
- 1992 : Esclarmonde de Jules Massenet - Festival Massenet de Saint-Étienne et Opéra-Comique de Paris
- 1996 : Wozzeck d'Alban Berg, Teatro Massimo Bellini » de Catane
- 1998 : Fidelio, de Ludwig van Beethoven, Teatro Massimo Bellini » de Catane
- 2000 : Macbeth, de Giuseppe Verdi, Teatro Massimo Bellini » de Catane

## Roman
- Les Moissons de l'océan, éditions Jean-Claude Lattès, 1998.

## Galerie

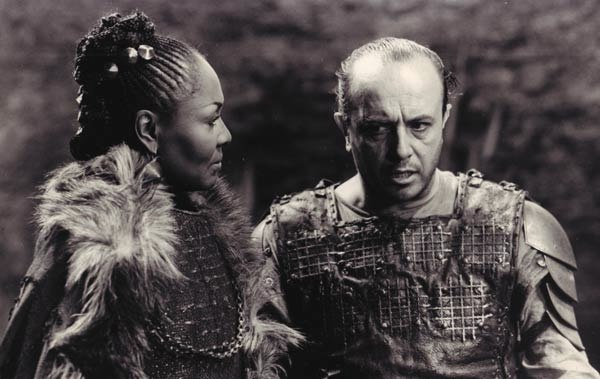
Shirley Verrett et Leo Nucci dans Macbeth.
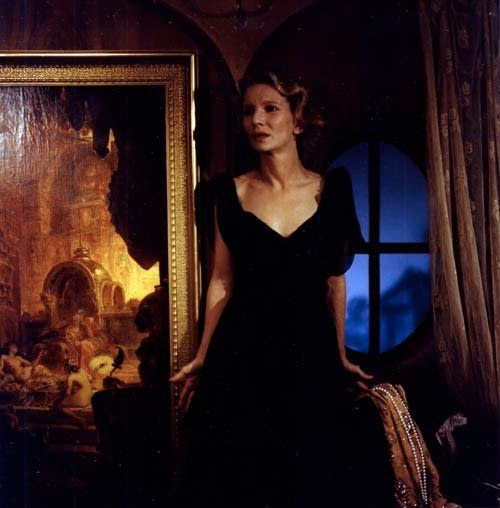
Nicole Garcia dans Partenaires.
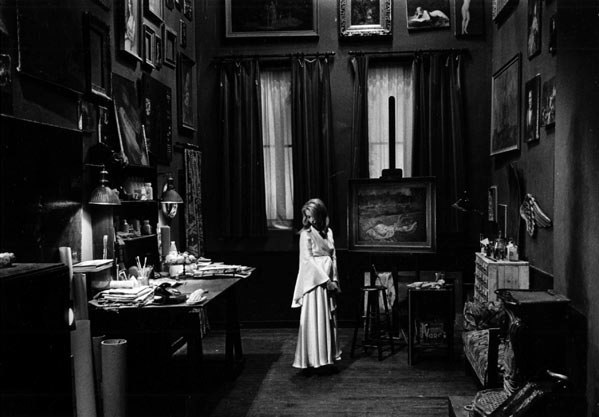
Laure Dechasnel dans Trompe-l’œil.
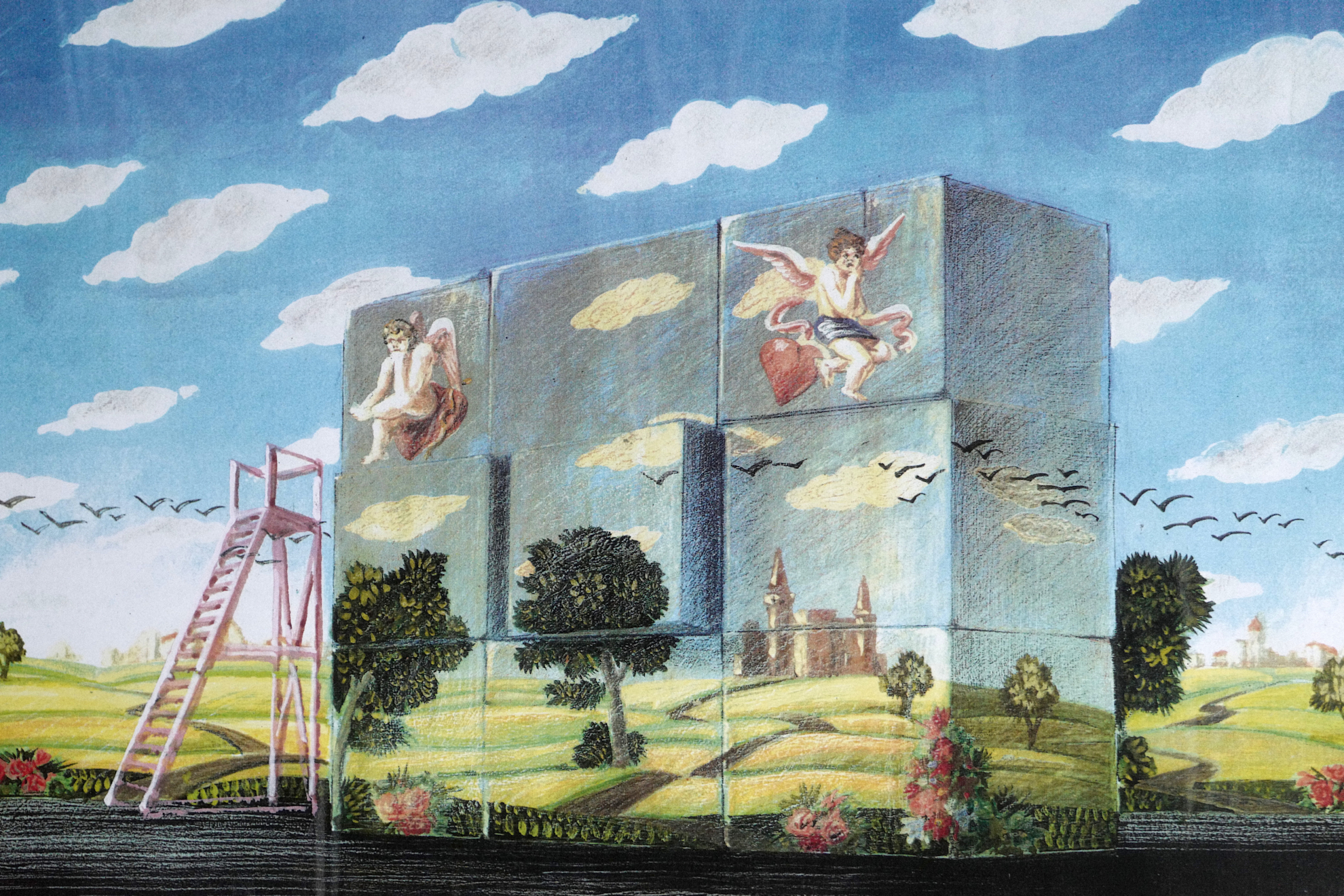
Bastien et Bastienne. Dispositif scénique.
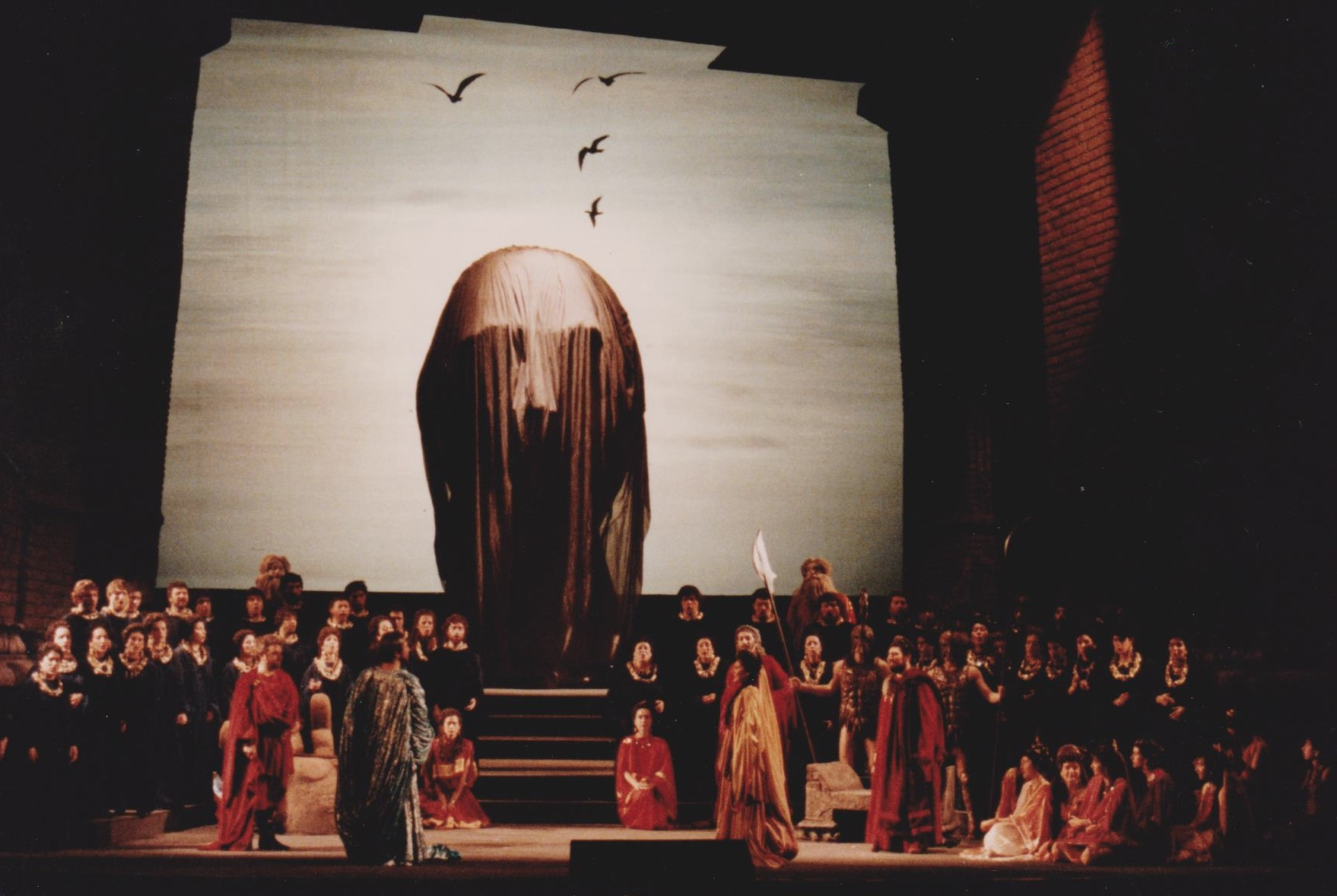
Idoménée au Teatro Bellini de Catane
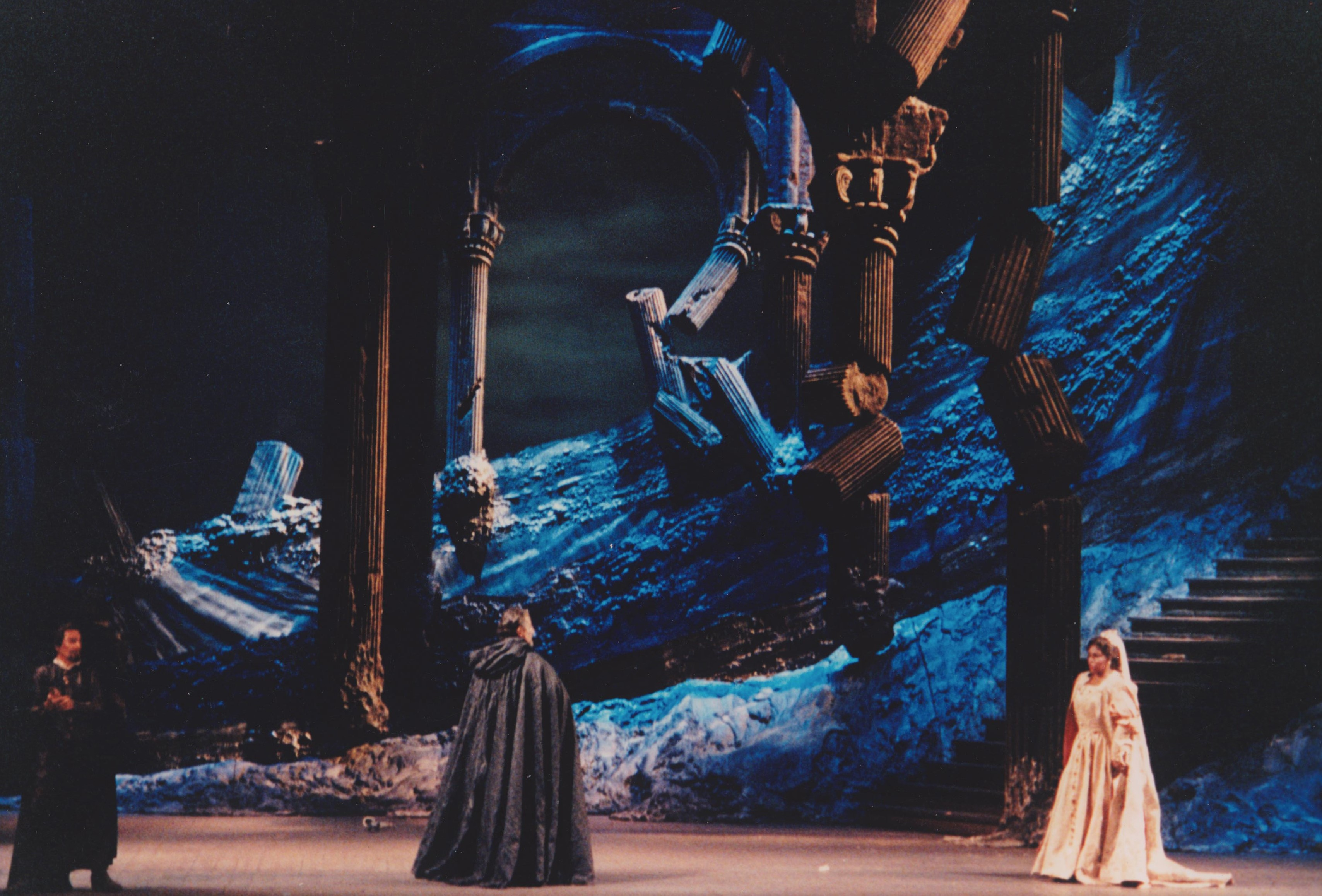
Ernani de Verdi au Teatro Regio de Parme.
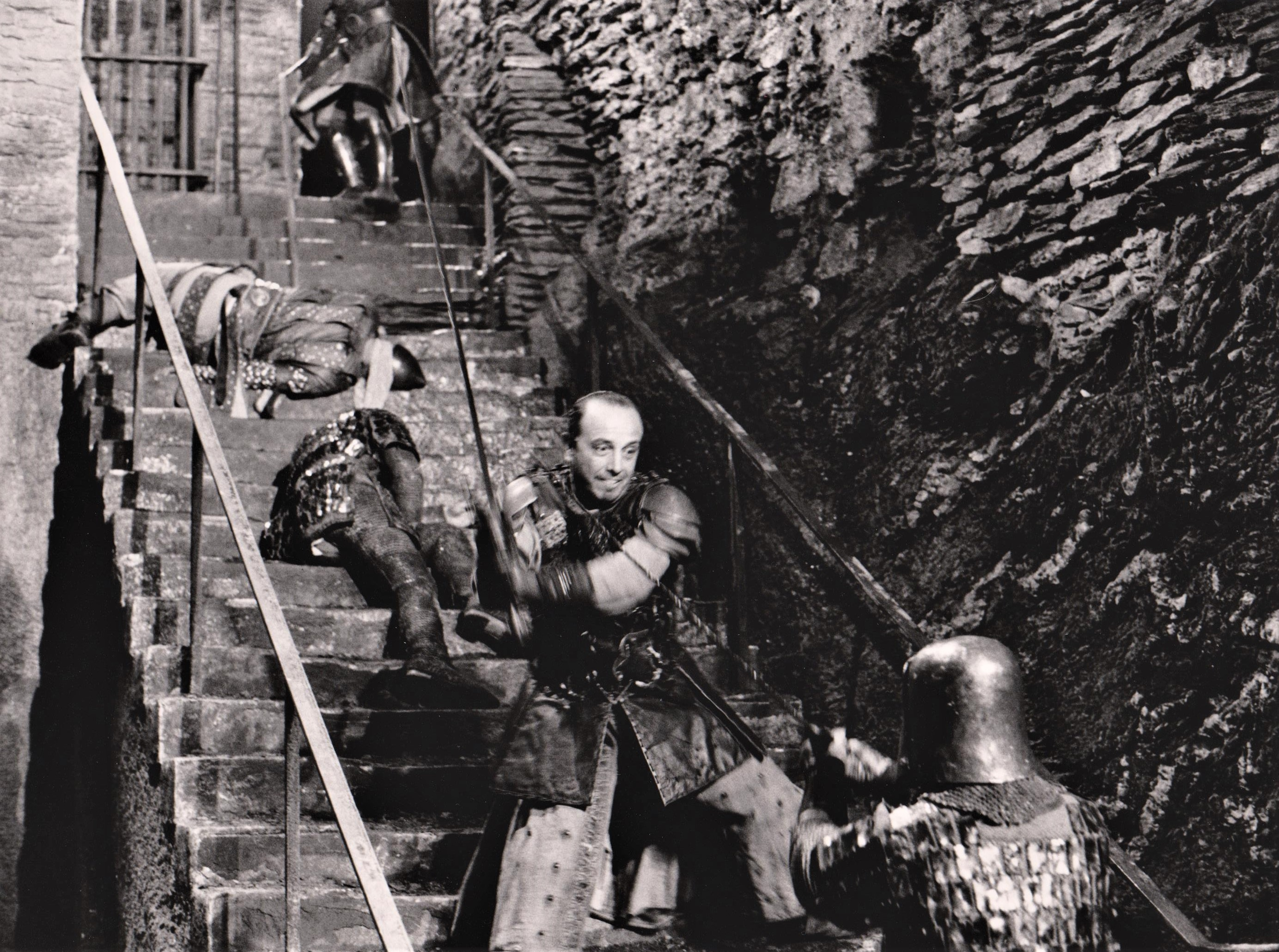
Leo Nucci dans la scène finale de Macbeth.
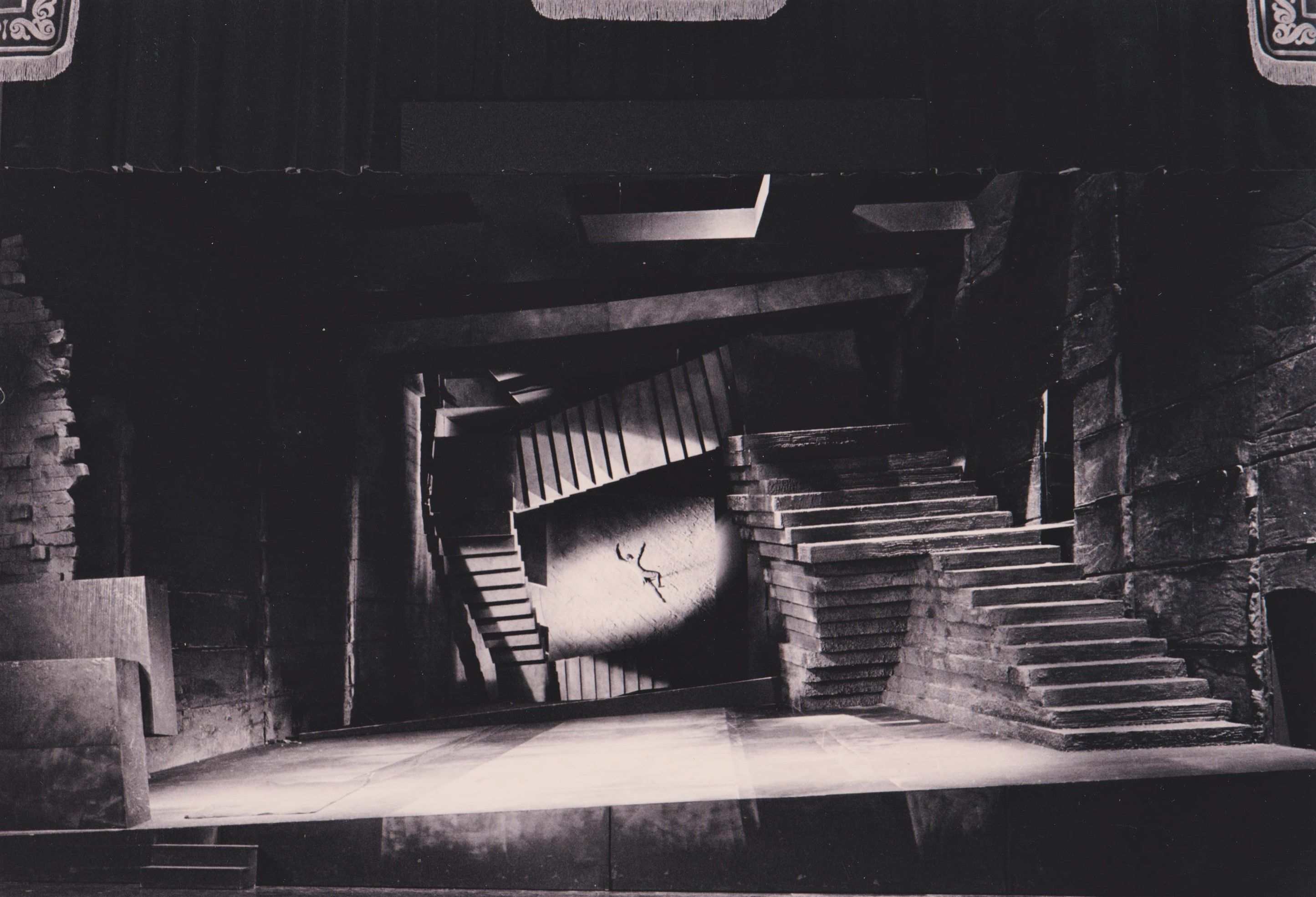
Fidelio au Teatro Bellini de Catane, mise en scène de Claude d'Anna, décor de Catherine Bluwal